# Rio Capetinga (vattendrag i Brasilien, Santa Catarina)
Rio Capetinga är ett vattendrag i Brasilien.   Det ligger i delstaten Santa Catarina, i den södra delen av landet, 1 300 km söder om huvudstaden Brasília.
I omgivningarna runt Rio Capetinga växer huvudsakligen savannskog. Runt Rio Capetinga är det glesbefolkat, med 18 invånare per kvadratkilometer.